# Baltasar Champsaur Sicilia
Baltasar Champsaur Sicilia (Las Palmas, 3 de novembre de 1856 - 24 d'agost de 1934)
Catedràtic de francès, publicista i pedagog.

## Biografia
Fill d'una família benestant, de pare francès i mare canària, va tenir dos germans (José i Antonio). Cursà els estudis primaris a Las Palmas i el batxillerat a l'Institut de La Laguna (Tenerife). Va fer estudis universitaris de lletres i ciències a Montpeller i Barcelona. Casat a Las Palmas amb Elisa Sarmiento Salom, filla del capità de fragata canari Miguel Sarmiento Cabrera i la mallorquina Esperança Salom Villalonga, no tengueren descendència. Per oposició, guanyà (1897) una càtedra d'Institut de llengua francesa, que exercí a Girona, Palma, La Laguna (Tenerife) i Las Palmas.

## Activitat a Mallorca
Durant la primera estada que va fer a Mallorca (1882/85–1897) fou professor de la Institució Mallorquina d'Ensenyament (1885-86), tot fent costat a Alexandre Rosselló i Mateu Obrador. Fou, a més, col·laborador habitual de “La Última Hora” i de les revistes “El Ateneo” i “Revista literaria, artística y bibliográfica”. Publicà els llibres “Álbum de las cuevas de Artá y Manacor” (1885), “Limosna” (1896) i “Crestomatía francesa. Trozos recopilados” (1898), que conté les seves classes de francès. A Mallorca entrà en contacte amb el krausisme, que va defensar -junt amb el laïcisme- durant anys en el camp educatiu, al temps que inicià una col·laboració estreta amb el moviment obrer balear, fet que l'acosta al socialisme. Va fer part del grup promotor i fundador del Centre Instructiu Obrer de Palma. Durant la segona estada a Mallorca (1906-1911) feu classes de francès com a catedràtic de l'Institut de Palma i publicà articles a “El Obrero Balear” i “La Última Hora”. Formà part, juntament amb Manuel Cirer Arbona, Josep Monlau, Eusebi Estada i Alexandre Rosselló, de la Junta directiva de l'Ateneu elegida el 1888, en la segona etapa de la institució. Impartí conferències sobre temes polítics, socials i culturals, que li permeteren gaudir a l'illa de gran prestigi com a persona i intel·lectual. En aquests anys es fa soci de Creu Roja i el desembre de 1907 va ser elegit vicepresident tercer de la Junta directiva de la Comissió Provincial de Creu Roja a les Balears.

## Retorn a Canàries
Mantengué el càrrec fins que el 1911 se’n tornà a Tenerife, on traslladà el domicili i la càtedra fins que passà definitivament a Las Palmas. Allà fou director de l'Institut i publicà “Por el ideal socialista” (1923). Baltasar Champsaur Sicília es pot considerar com el màxim teòric canari del laïcisme i del neutralisme escolar. Sempre va simultaniejar la docència amb les seves inquietuds polítiques, dirigides cap al socialisme, i amb una vocació literària, com a novel·lista i assagista. Algunes de les seves obres van ser traduïdes al francès. Ingressà a l'Agrupació Socialista de Las Palmas, de la qual fou president. Després de la seva jubilació (1924) publicà “La escuela laica” (1930), “La moral independiente” (1931) i altres títols. El 1934 va fer un viatge a Mallorca per saludar els antics amics i trobar la distracció que necessitava per alleugerir el buit que sentia arran de la defunció de l'esposa. Aprofità l'avinentesa per escriure “Adelante”, que es publicà pòstumament (1936). Afeccionat a la lectura, la música i la pintura, de personalitat polifacètica, anticlerical i republicà, morí (1934) a Las Palmas als 78 anys.
El 2007 es publicà la tesi doctoral de Cristina Martí Úbeda sobre la seva biografia, obra, projecció social i mestratge, titulada “Baltasar Champsaur Sicilia, un intel·lectual a Mallorca”.

## Obres
- (1913). Nueva religiosidad: (la vida como esfuerzo indefinido). Santa Cruz de Tenerife: Imp. de sucesor de M. Curbelo
- (1914). Mi muerta. La Laguna: Tip. de Suc. de M. Curbelo
- (1916). Hacia la cultura europea. San Cristóbal de La Laguna: [s.n.](Imp. de sucesor de M. Curbelo)
- (1923). Por el ideal socialista. La Laguna: Imprenta de Suc. de M. Curbelo
- (1928). Humanización del arte. Las Palmas de Gran Canaria: Imprenta Miranda
- (1928). Transformismo. Las Palmas de Gran Canaria: Imprenta Miranda
- (1929). Anotaciones. Las Palmas de gran Canaria: Tip. Miranda
- (1929). Mi playa. Las Palmas de Gran Canaria: Imprenta Miranda
- (1930). Dos mentalidades. Las Palmas de Gran Canaria: [s.n.]
- (1930). La escuela laica. Las Palmas de Gran Canaria: Tip. High Life
- (1931). La moral independiente. Las Palmas de Gran Canaria: Tip. High Life
- (1932). Religión filosófica. Las Palmas de Gran Canaria: Tip. La Provincia